# Mistrzostwa Francji w Łyżwiarstwie Figurowym 2020
Mistrzostwa Francji w łyżwiarstwie figurowym 2020 (oryg. fr. Championnat de France Elite 2020) – zawody mające na celu wyłonienie najlepszych łyżwiarzy figurowych we Francji w kategorii seniorów. Mistrzostwa w kategorii seniorów rozgrywano od 19 do 21 grudnia 2019 w Patinoire Michel-Raffoux w Dunkierce.

## Wyniki

### Soliści
| Poz. | Zawodnik         | Klub                              | Nota łączna | SP | SP    | FS | FS     |
| ---- | ---------------- | --------------------------------- | ----------- | -- | ----- | -- | ------ |
| 1    | Kévin Aymoz      | Grenoble Isere Metropole Patinage | 286,45      | 1  | 97,73 | 1  | 188,72 |
| 2    | Adam Siao Him Fa | Brian Joubert Poitiers Glace      | 251,30      | 2  | 87,62 | 2  | 163,68 |
| 3    | Romain Ponsart   | Charleville Mezieres Sg           | 233,82      | 3  | 77,26 | 3  | 156,56 |
| 4    | Philip Warren    | Vaujany Artistique Club           | 219,72      | 5  | 71,28 | 4  | 148,44 |
| 5    | Adrien Tesson    | Champigny Csg                     | 201,71      | 4  | 75,70 | 6  | 126,01 |
| 6    | Luc Economides   | Vaujany Artistique Club           | 194,54      | 6  | 65,28 | 5  | 129,26 |
| 7    | Landry Le May    | Brian Joubert Poitiers Glace      | 181,66      | 8  | 61,60 | 7  | 120,06 |
| 8    | François Pitot   | Brian Joubert Poitiers Glace      | 163,26      | 7  | 62,16 | 10 | 101,10 |
| 9    | Yann Frechon     | Paris Club Francais Volants       | 160,38      | 9  | 52,79 | 8  | 107,59 |
| 10   | Xavier Vauclin   | Grenoble Isere Metropole Patinage | 155,38      | 10 | 48,68 | 9  | 106,70 |

### Solistki
| Poz. | Zawodniczka        | Klub                                 | Nota łączna | SP | SP    | FS | FS     |
| ---- | ------------------ | ------------------------------------ | ----------- | -- | ----- | -- | ------ |
| 1    | Maé-Bérénice Méité | Vitry Skating Club                   | 166,90      | 1  | 59,44 | 1  | 107,46 |
| 2    | Maïa Mazzara       | Paris Club Francais Volants          | 159,97      | 3  | 56,06 | 2  | 103,91 |
| 3    | Léa Serna          | Brian Joubert Poitiers Glace         | 156,43      | 2  | 56,69 | 3  | 99,74  |
| 4    | Lorine Schild      | Club De Patinage Artistique De Reims | 145,60      | 4  | 52,38 | 4  | 93,22  |
| 5    | Oceane Piegad      | Association Nice Baies Des Anges     | 135,32      | 5  | 48,88 | 6  | 86,44  |
| 6    | Adriana Cagnon     | Paris Club Francais Volants          | 131,20      | 6  | 47,83 | 7  | 83,37  |
| 7    | Sophie Sprung      | Club Olympique De Courbevoie         | 131,11      | 7  | 41,56 | 5  | 89,55  |

### Pary sportowe
| Poz. | Zawodnicy                            | Klub                                                        | Nota łączna | SP | SP    | FS | FS     |
| ---- | ------------------------------------ | ----------------------------------------------------------- | ----------- | -- | ----- | -- | ------ |
| 1    | Cléo Hamon / Denys Strekalin         | Club Olympique De Courbevoie / Club Olympique De Courbevoie | 155,74      | 1  | 58,52 | 2  | 97,22  |
| 2    | Camille Mendoza / Pawieł Kowalew     | Club Olympique De Courbevoie / Club Olympique De Courbevoie | 155,30      | 2  | 52,97 | 1  | 102,33 |
| 3    | Coline Keriven / Noel Antoine Pierre | Paris Club Francais Volants / Paris Club Francais Volants   | 141,98      | 3  | 52,36 | 3  | 89,62  |

### Pary taneczne
| Poz. | Zawodnicy                                | Klub                                                                      | Nota łączna | RD | RD    | FD | FD     |
| ---- | ---------------------------------------- | ------------------------------------------------------------------------- | ----------- | -- | ----- | -- | ------ |
| 1    | Gabriella Papadakis / Guillaume Cizeron  | Auvergne Danse sur Glace / Auvergne Danse sur Glace                       | 229,07      | 1  | 91,85 | 1  | 137.22 |
| 2    | Adelina Galyavieva / Louis Thauron       | Paris Club FV / Paris Club FV                                             | 184,85      | 2  | 71,64 | 2  | 113.21 |
| 3    | Jewgienija Łopariowa / Geoffrey Brissaud | Lyon Glace Patinage / Lyon Glace Patinage                                 | 182,87      | 3  | 71,39 | 3  | 111.48 |
| 4    | Marie-Jade Lauriault / Romain Le Gac     | ASG Angers Danse / ASG Angers Danse                                       | 179,49      | 4  | 70,61 | 4  | 108,88 |
| 5    | Julia Wagret / Pierre Souquet            | Courchevel Patinage Sports de Glace / Courchevel Patinage Sports de Glace | 156,39      | 5  | 64,15 | 5  | 92,24  |
| 6    | Natacha Lagouge / Arnaud Caffa           | Lyon CSGL / Vitry ESV Patinage                                            | 146,68      | 6  | 60,56 | 6  | 86,12  |
| 7    | Lila-Maya Seclet Monchot / Renan Manceau | Villard de Lans Patinage / Villard de Lans Patinage                       | 132,95      | 7  | 51,54 | 7  | 81,41  |